# Халифа аль-Гави
Халифа Мохаммед Ахмед аль-Гави (араб. خليفة محمد أحمد الغويل‎; род. 1963, Мисрата) — ливийский политический деятель.

## Биография

### Молодые годы
Родом из Мисураты, по профессии — инженер.

### Пост премьер-министра Ливии
После начала второй гражданской войны и бегства международно признанного правительства в Тобрук, в Триполи с помощью вооружённых группировок был создан Новый Всеобщий национальный конгресс, претендующий на преемственность от Всеобщего национального конгресса, депутат которого, Халифа аль-Гави был назначен помощником самопровозглашённого премьер-министра Омара аль-Хасси. 31 марта 2015 года аль-Хасси был вынесен вотум недоверия по причине завышения им доходов правительства, после чего аль-Гави был назначен временно исполняющим обязанности премьер-министра Нового ВНК Ливии.
23 апреля, после серии крушений кораблей с африканскими беженцами в Средиземном море, аль-Гави заявил о том, что береговая охрана за последние несколько дней задержала около 400 африканцев, пытавшихся нелегально уплыть в Европу, и добавив, что в лагерях по всей Ливии живёт примерно 17 тысяч мигрантов, из которых лишь около 5 % удалось достигнуть суши. 28 мая в интервью изданию «The Independent» аль-Гави сказал, что Ливия готова отразить любую военную акцию Европейского союза по пресечению деятельности контрабандистов, перевозящих мигрантов из Северной Африки по Средиземному морю, отметив, что «Европа и Америка должны признать наше правительство национального спасения: мы контролируем 85 процентов страны, где возникают эти вопросы» и «Западу нужно разговаривать с нами о миграции, об „Исламском государстве“ для того, чтобы предотвратить ухудшение ситуации».
8 октября 2015 года, на пресс-конференции по итогам мирных переговоров в Схирате (Марокко), специальный посланник ООН по Ливии Бернардино Леон объявил о создании нового правительства национального единства Ливии под руководством премьер-министра Файеза Сараджа. Несмотря на это, ни одна из сторон конфликта не приняла создание правительства национального единства, и в тот же день аль-Гави провёл встречу с делегацией Государственной думы Российской Федерации во главе с депутатом Адамом Делимхановым, передавшим личное послание главы Чеченской республики Рамзана Кадырова в рамках переговоров по освобождению граждан России с нефтеналивного танкера «Механик Чеботарёв», задержанного 16 сентября у берегов Ливии за контрабанду нефти. 12 октября аль-Гави посетил Чечню с ответным визитом по приглашению Кадырова, и в городе Грозном обсудил с ним возможности взаимодействия в антитеррористической сфере и других областях, находящиеся в интересах двух стран и двух братских народов, при том, что его правительство контролирует 85 % территории страны, а Кадыров в свою очередь попросил передать благодарность председателю Нового Всеобщего национального конгресса Ливии Нури Абусамэйни за содействие в решении вопроса с судном «Механик Чеботарёв», получив в ответ от аль-Гави заверения, что его экипаж будет освобождён в самые ближайшие дни. 18 декабря Кадыров сообщил, что экипаж танкера «Механик Чеботарев» прибыл в Москву в сопровождении представителей ливийского руководства, однако три человека изъявили желание остаться на судне, что подтвердили в министерстве иностранных дел Российской Федерации. В тот же день в здании МИД РФ состоялась встреча делегации Ливии под руководством аль-Гави со специальным представителем президента РФ по Ближнему Востоку и странам Африки и заместителем министра иностранных дел РФ Михаилом Богдановым, председателем комитета по международным делам Совета Федерации Константином Косачевым, депутатами Государственной думы Адамом Делимхановым и Шамсаилом Саралиевым, членом Совета Федерации Сулейманом Геремеевым. 22 декабря министр иностранных дел РФ Сергей Лавров принял аль-Гави и обсудил с ним текущую ситуацию в Ливии. Лавров выразил признательность за содействие в освобождении экипажа танкера, а премьер исламистского правительства аль-Гави попросил Россию предоставить Ливии помощь в борьбе с терроризмом и радикализмом, однако только после формирования правительства национального единства. Соответствующее соглашение было подписано 17 декабря делегатами двух ливийских правительств в Схирате (Марокко), а 23 декабря было единогласно одобрено всеми пятнадцатью членами Совета Безопасности ООН.
30 марта 2016 года, Фаиз Сарадж — председатель правительства национального единства (ПНЕ), созданного при посредничестве ООН, США и ЕС, вместе с семью членами президентского совета прибыл по морю из тунисского порта Сфакс в Триполи, где был встречен ликующими толпами ливийцев.

### После отставки
1 апреля правительство взяло под свой контроль главные министерства, аль-Гави сбежал в Мисурату и в тот же день на него были наложены экономические санкции ЕС. 5 апреля 2016 года правительство национального спасения во главе с аль-Гави объявило о самороспуске, поставив «интересы страны выше борьбы за власть». 19 апреля министерство финансов США наложило на аль-Гави экономические санкции чтобы заставить его подчиниться правительству национального единства (ПНЕ) во главе с Сараджем.

### Октябрьский переворот 2016 года
14 октября 2016 года Президентская гвардия восстала в Триполи и провозгласила свою преданность ПНС, захватила здание Государственного совета и объявила о возвращении кабинета аль-Гави. Затем произошли столкновения между сторонниками Сараджа и силами аль-Гави.
5 ноября он открыл электростанцию в Эль-Хумсе, который контролировался силами, лояльными ПНС.
Борьба распространилась на другие районы Триполи 14 марта 2017 года. Военные ПНЕ вновь захватили комплекс Guest Palace, а также отель Rixos. В результате достигнутого соглашения все вооружённые группы должны были выйти из Триполи за 30 дней.
28 мая 7-я бригада Президентской гвардии (бригада Аль-Кани) из Тархуны взяли Международный аэропорт Триполи в качестве нейтральной стороны после того, как ополченцы Мисраты, преданные Халифе аль-Гави, ушли оттуда после двух дней тяжёлых столкновений. К следующему дню город Триполи полностью контролировался военными ПНЕ.